# Irene Stelling
Irene Stelling (* 25. Juli 1971) ist eine ehemalige dänische Fußballspielerin.

## Karriere
Stelling spielte während ihrer Vereinskarriere vor allem für den in Aarhus ansässigen Hjortshøj-Egaa Idrætsforening. Des Weiteren war sie für Frigg Næstved (1990), das Sport-Team der University of Hartford (Connecticut, 1994–1995), den Hawks, und den Frederiksberg Boldklub (1997–1998) aktiv.
Am 12. September 1990 kam Stelling beim 1:1-Unentschieden gegen die Nationalmannschaft der Niederlande zu ihrem ersten Einsatz für die A-Nationalmannschaft. Im Jahr 1991 nahm die Mittelfeldspielerin und Stürmerin an der Weltmeisterschaft teil, bei der sie auf drei Einsätze kam. Sie gehörte dem Kader für das olympische Fußballturnier 1996 (Gruppe E) an, wurde jedoch nicht eingesetzt. Am 21. März 1998 bestritt sie bei der 1:4-Niederlage gegen die Nationalmannschaft Norwegens ihr letztes A-Länderspiel. Ihr gelangen zwei Tore, wie auch ein Tor in ihren fünf Länderspielen für die U21-Nationalmannschaft.